# Пьерла
Пьерла (фр. Pierlas) — коммуна на юго-востоке Франции в регионе Прованс — Альпы — Лазурный берег, департамент Приморские Альпы, округ Ницца, кантон Ванс. До марта 2015 года коммуна административно входила в состав упразднённого кантона Виллар-сюр-Вар (округ Ницца).
Площадь коммуны — 9,76 км², население — 110 человек (2006) с тенденцией к стабилизации: 89 человек (2012), плотность населения — 9,1 чел/км².

## Население
Население коммуны в 2011 году составляло — 90 человек, а в 2012 году — 89 человек.
| 1962 | 1968 | 1975 | 1982 | 1990 | 1999 | 2006 | 2011 | 2012 |
| ---- | ---- | ---- | ---- | ---- | ---- | ---- | ---- | ---- |
| 92   | 62   | 67   | 73   | 115  | 84   | 110  | 90   | 89   |

Динамика численности населения:

## Экономика
В 2010 году из 60 человек трудоспособного возраста (от 15 до 64 лет) 44 были экономически активными, 16 — неактивными (показатель активности 73,3 %, в 1999 году — 74,0 %). Из 44 активных трудоспособных жителей работали 44 человека (26 мужчин и 18 женщин), безработных зарегистрировано не было. Среди 16 трудоспособных неактивных граждан 2 были учениками либо студентами, 9 — пенсионерами, а ещё 5 — были неактивны в силу других причин.